# TV-året 2013

## Trender
- November - Från USA meddelas att över fem miljoner människor sagt upp sina abonnemang för kabel-TV och bredbands-TV sedan tidigt 2010, till förmån för strömningstjänster över Internet.[1]
- Hela året - I Sverige minskar det traditionella TV-tittandet med ungefär tre procent under året, och mediet befinner sig i sin traditionella form mitt uppe i en kris.[2]

## Händelser

### Januari
- 2 januari - LG Electronics lanserar sin första kommersiellt gångbara OLED-TV. [3]

### November
- 23 november - Den brittiska science fiction-TV-serien Doctor Who firar 50 år genom att sända ett 77 minuter långt specialavsnitt som senare blev utsedd av Guinness rekordbok till den största samsändningen av ett TV-drama någonsin efter att den visats i 94 olika länder.[4]

## TV-program
- Eurovision Song Contest
- Idol
- Junior Eurovision Song Contest
- Lilla Melodifestivalen
- Melodifestivalen
- Mästarnas mästare, femte säsongen.
- Palme
- Lotta på Liseberg, femte säsongen.
- Bron, andra säsongen

## TV-seriestarter

### BBC
- 10 mars – Premiär för den brittiska deckarserien Shetland.

### SVT
- 13 januari: En pilgrims död, miniserie baserad på en romantrilogi av Leif GW Persson.
- 28 januari: Molanders, dramaserie.
- 6 februari: Fråga kultureliten, frågeprogram med svenska kulturpersonligheter.
- 13 april: Unge kommissarie Morse, brittisk kriminalserie.
- 1 december: Barna Hedenhös uppfinner julen,  julkalender i SVT.

### TV4
- 10 januari: Allt faller, komediserie, första säsongen.
- 13 januari: Familjen Holstein-Gottorp, komediserie, första säsongen.
- 20 januari: Kontoret, komediserie, andra säsongen.

### Kanal 5
- 5 februari: Arrow, amerikansk superhjälteserie.
- 5 februari: Hissen, realityserie/talkshow

### TV6
- 25 mars: 112 Aina, komediserie, första säsongen.

## Mest sedda program
| Program                                   | Tittare   | Kanal | Datum       | Ref   |
| Melodifestivalen - Final                  | 4 129 000 | SVT1  | 9 mars      | [ 5 ] |
| Melodifestivalen - Delfinal 2             | 3 670 000 | SVT1  | 9 februari  | [ 5 ] |
| Melodifestivalen - Delfinal 1             | 3 564 000 | SVT1  | 2 februari  | [ 5 ] |
| Kalle Anka och hans vänner önskar God Jul | 3 560 000 | SVT1  | 24 december |       |
| Melodifestivalen - Delfinal 4             | 3 501 000 | SVT1  | 23 februari | [ 5 ] |
| Melodifestivalen - Delfinal 3             | 3 490 000 | SVT1  | 16 februari | [ 5 ] |
| Eurovision Song Contest - Final           | 3 372 000 | SVT1  | 18 maj      | [ 5 ] |
| Melodifestivalen - Andra chansen          | 3 320 000 | SVT1  | 2 mars      | [ 5 ] |
| På spåret                                 | 2 944 000 | SVT1  | 15 februari | [ 5 ] |
| Sverige-Schweiz, Ishockey-VM              | 2 913 000 | TV4   | 19 maj      | [ 5 ] |

## Avlidna
- 3 februari – Peter Gilmore, 81, brittisk skådespelare (Onedinlinjen).[6]
- 17 februari – Richard Briers, 79, brittisk skådespelare (Livet är grönt, Karl för sin kilt).[7]
- 13 mars – Stig Torstensson, 79, svensk skådespelare (Svenska hjärtan).[8]
- 19 februari – Hans Ernback, 70, svensk skådespelare (De tre från Haparanda, Sinkadus), dramatiker och teaterregissör.[9]
- 7 maj – Bengt Nordlund, 76, svensk TV-producent och programledare (Café Norrköping).[10]
- 18 augusti – Rolv Wesenlund, 76, norsk komiker och skådespelare (Fleksnes fataliteter).[11]
- 5 december – Barry Jackson, 75, brittisk skådespelare (Morden i Midsomer).[12]

### Fotnoter
1. ↑  Jim Edwards (24 november 2013). ”TV Is Dying, And Here Are The Stats That Prove It” (på engelska). Business Insider. http://www.businessinsider.com/cord-cutters-and-the-death-of-tv-2013-11?r=US&IR=T&IR=T. Läst 18 februari 2017.
2. ↑  Andreas Nordström (11 augusti 2014). ”Nu kommer krisen för gammel-TV”. Dagens nyheter. http://www.dn.se/kultur-noje/nu-kommer-krisen-for-gammel-tv/. Läst 18 februari 2017.
3. ↑  ”LG launches first next-generation OLED 55in television” (på engelska). BBC.co.uk. 2 januari 2013. http://www.bbc.co.uk/news/technology-20888689. Läst 24 augusti 2013.
4. ↑  ”Doctor Who - Day of the Doctor sets world record for biggest TV drama simulcast” (på brittisk engelska). Guinness World Records. 25 november 2013. https://www.guinnessworldrecords.com/news/2013/11/doctor-who-day-of-the-doctor-sets-world-record-for-biggest-tv-drama-simulcast-53133/?fb_comment_id=1436384939917699_1632761886946669. Läst 25 oktober 2022.
5. 1 2 3 4 5 6 7 8 9  "Halvårsrapport 2013" Arkiverad 12 mars 2016 hämtat från the Wayback Machine.. MMS.se. Läst 25 augusti 2013.
6. ↑  Sista resan för kapten James Onedin, Sjöfartstidningen 21 februari 2013
7. ↑  Richard Briers död, Helsingborgs Dagblad 19 februari 2013
8. ↑  Skådespelaren Stig Torstensson död, GT Expressen 15 mars 2013
9. ↑  Skådespelaren Hans Ernback är död, Aftonbladet 23 februari 2013
10. ↑  Bengt Nordlund avliden, SVT Nyheter 7 maj 2013
11. ↑  Rolv Wesenlund död, SVT Nyheter 18 augusti 2013
12. ↑  Barry Jackson - obituary - Telegraph, 8 december 2013